# Průdušinky
Průdušinky (bronchioly) jsou posledním článkem dýchacích cest v plicích. Vznikají rozvětvením průdušek (bronchů) a slouží k vedení vzduchu do plicních sklípků (alveolů).
Jako průdušinky se označují větve dýchacích cest s průměrem menším než 1 mm. Na rozdíl od průdušek nemají chrupavčitou výztuž. Buňky, z nichž se skládá jejich vnitřní stěna, jsou jiné, i když s obdobnou funkcí. Průdušinky se postupně rozvětvují a ztenčují. Koncovou část dýchacích cest tvoří terminální bronchioly, které jsou přes respirační bronchioly napojeny na plicní váčky.

## Anatomie
Stěna průdušinek je tvořena hladkou svalovinou. Zevnitř jsou vystlané víceřadým cylindrickým epitelem s řasinkami, které svým kmitáním umožňují transport bronchiálního sekretu směrem k hrtanu.
Mezi cylindrickými buňkami jsou další speciální buňky, buňky pohárkové, které směrem do periferie postupně ubývají, a Clarovy buňky, které naopak směrem do periferie přibývají. Pohárkové buňky produkují bronchiální sekret, Clarovy buňky vylučují podobně působící tekutinu analogickou surfaktantu.